# ブレーメン美術館
ブレーメン美術館（ブレーメンびじゅつかん、Kunsthalle Bremen）は、ドイツ・ブレーメンにある美術館（クンストハレ）。

## 概要
1849年に開館し、1902年に拡張され、その後何度かの拡張を経て、2011年に大拡張が行われた。1977年以降、ドイツの建造物遺産に指定されている。
14世紀から現代までのヨーロッパ絵画、16世紀から現代までの彫刻、ニュー・メディア作品を収蔵する。特に、19世紀から20世紀にかけてのフランス・ドイツ絵画が充実しており、クロード・モネ、エドゥアール・マネ、ポール・セザンヌ、Lovis Corinth、マックス・リーバーマン、マックス・ベックマン、パウラ・モーダーゾーン＝ベッカーなどの作品を有する。ニューメディアでは、ジョン・ケージ、Otto Piene、Peter Campus、オラファー・エリアソン、ナム・ジュン・パイクなどがある。版画・素描としては、15世紀から20世紀にかけての作品22万店を収蔵し、ヨーロッパ最大級のコレクションとなっている。
運営は、非営利のブレーメン芸術協会 (Kunstverein Bremen) であり、14世紀から21世紀までの広範なコレクションを有する美術館としては、民営を維持しているのはドイツでここだけである。

## 歴史

### 芸術協会の発足
1823年、ブレーメンで、34人の実業家が、美的感覚の普及を掲げて、芸術協会を発足させた。こうした芸術協会としては、ドイツでは最も古いものに属する。当初は、参加者限定の美術展覧会を行っており、入場券の売上げや寄付をもとに作品の取得を進めた。発足10年後の時点で、油彩画13点、素描585点、版画3917点を有していた。油彩画の多くはオールド・マスターによるもので、マソリーノの有名な『マドンナ』のほか、ヤン・ファン・ホーイェンやPieter Wouwermanといった17世紀ドイツの画家の一連の作品が含まれていた。
1843年以降、ハノーファー、リューベック、グライフスヴァルト、ロストック、シュトゥットガルトといった近隣都市の芸術協会と共同して大規模の公開展覧会を開催した。1846年までには、協会の会員は575人にまで増えていた。
ブレーメン芸術協会は、現在に至るまでブレーメン美術館の単独所有者であり、現在8000人以上の会員を擁する。資金は、基金、寄付、遺贈、ブレーメン市からの補助金でまかなわれている。

### 開館（1849年）

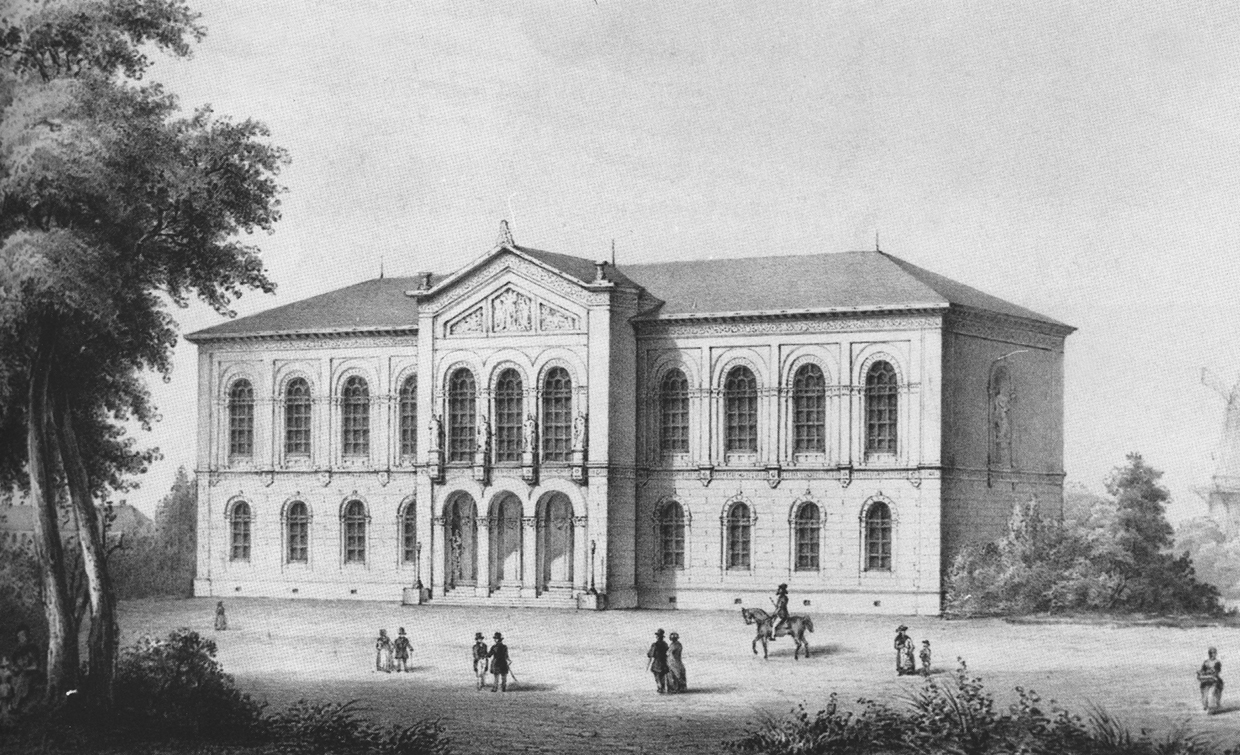
1849年当時のブレーメン美術館。

芸術協会では、コレクションを展示するための美術館の建設を計画し、コンペティションの結果、若手建築家Lueder Rutenbergが選ばれた。旧市街の近くのもとゴミ集積場だった土地に、1847年に着工し、1849年完成した。中央にアーチのある2階建ての建物であった。コレクションの大半は芸術協会の所有であったが、建物は市の所有であった。入口には、彫刻家Adolph Steinhäuserが制作した、ラファエロ・サンティ、ミケランジェロ・ブオナローティ、アルブレヒト・デューラー、ピーテル・パウル・ルーベンスという4巨匠の石像が立てられた。

### 1902年の拡張

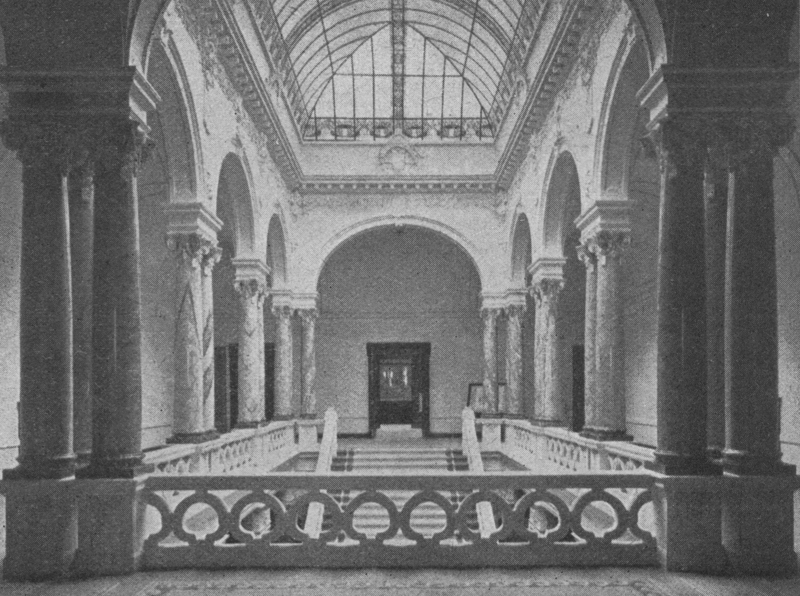
1902年に新設された中央ホール。第2次世界大戦で破壊。

拡張の必要が高まり、1898年、コンペティションの結果、建築家Albert Dunkelが内装に、Eduard Gildemeisterがファサードに選ばれた。装飾は著名な彫刻家Georg RoemerとGeorg Wrbaが選ばれた。1899年に着工し、1902年2月15日に完成式典が開かれた。ファサードは1904年まで工事が続いた。資金は、基金とブレーメンの実業家から拠出された。

### 第2次世界大戦による被害

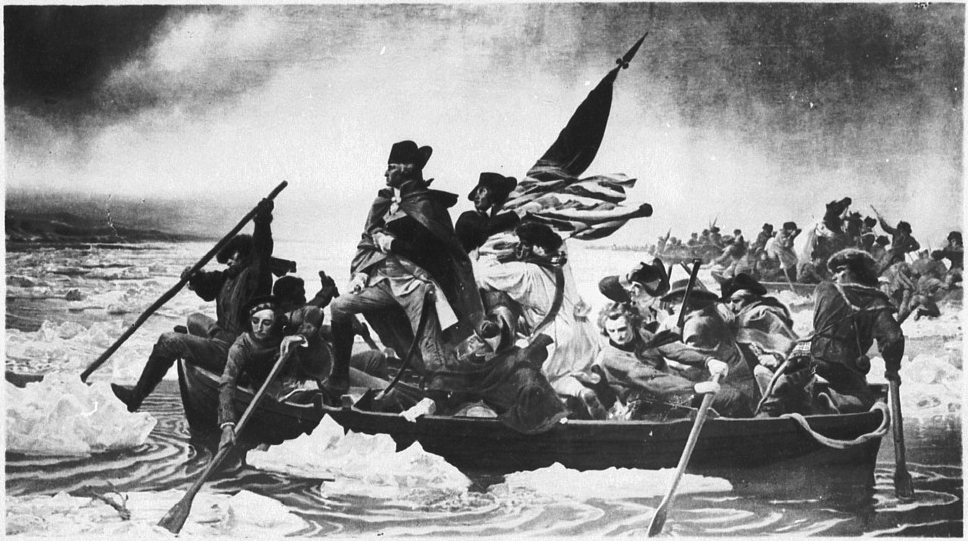
エマヌエル・ロイツェ『デラウェア川を渡るワシントン』の原作品は、1942年9月5日の空襲で焼失した。

美術館は、第2次世界大戦の勃発後間もなく閉鎖され、コレクションは地下室に運ばれた。1942年9月5日の夜、空襲で中央階段と2階の6室が破壊された。この時、大きさの都合上運ぶことができなかったエマヌエル・ロイツェの『デラウェア川を渡るワシントン』が焼失した。今日、同作品の第2バージョンがニューヨークのメトロポリタン美術館に展示されている。
この被害があってから、コレクションの大半は、ブレーメン州立銀行と北ドイツ信用銀行の地下の防護エリアに運び込まれた。空襲の激化に伴い、市長は、コレクションを市外の安全な場所に保管することを決定した。1943年から搬出作業が行われ、絵画、素描、版画は、KyritzのKarnzow城、SalzwedelのNeumühle城、ハーメルンのSchwöbber城の3か所に分散され、彫刻はビュッケブルク城に運ばれた。
Karnzow城は、ベルリンに近いブランデンブルク辺境伯領にあり、絵画50点、素描1715点、版画3000点を保管した。この城は1945年5月、ソ連軍によって接収され、その撤収時に略奪された。また、ソ連軍は保管場所を開放したまま立ち去ったため、一般人が立ち入ることができる状態となってしまった。ベルリン市評議会長Kurt Reuttiは、懸命の捜索とブラック・マーケットからの買戻しによって、何点かを取り戻すことに成功した。それでも、ブレーメン美術館の損失は、プロイセン文化遺産基金とドレスデン美術コレクションの損失と並んで、ドイツの美術館の戦時被害の中で最大級のものであった。ブレーメン美術館収蔵作品のうち1500点以上が現在でも行方不明である。

### 戦後の復興
終戦直後の時期は、美術館の状況は最悪であった。1947年から1948年にかけては、アメリカ軍の兵士が展示室を宿泊場所として使った。戦災のため、建物は美術品の展示には使用できない状態であり、その中でも1946年、他の場所でコレクションの展覧会が行われた。1948年、芸術協会125周年を祝って、2階の10室が一般公開を再開した。修復を重ね、2階の全ての部屋が使用可能になったのが1951年であった。1961年、大規模な修復工事が行われ、階段とエントランスが近代的な姿となった。

### 1982年の拡張
1982年、建築家Werner Düttmannによる拡張工事が行われた。この時、計画ではファサードの素材は砂岩として承認を得ていたのに、実際には赤レンガで工事が行われ、スキャンダルを巻き起こした。

### 1990年代の改修
1990年、芸術協会は、老朽化した建物のワークショップ、保管庫、版画室の改修資金を確保した。1996年から1998年にかけて、展示室の改修が行われた。照明や空調管理が国際基準に満たない不備なものであったので、緊急性の高い改修であった。
1995年、芸術協会の理事会は、「美術館を守れ」というキャンペーンを打ち出して資金提供を呼びかけ、1年で費用見積額の3分の1に当たる700万マルクを確保した。ブレーメン州と連邦政府が残りの3分の2を拠出した。工事の難航により、総工事費は約2500万マルクに達したが、追加費用は民間からの支援でまかなわれた。

### 2011年の拡張
2009年から2011年にかけて、1961年と1982年の工事で建てられた部分が取り壊され、建築家Hufnagel、Putz、Rafaelianの設計に基づいて、延床面積5560平方メートルの2つの現代的なキュービック・ウィングが増築された。延床面積7410平方メートルのメイン・ビルディングも完全に改装され、現代化された。費用は約3000万ユーロである。民間の実業家・基金が3分の1を拠出し、ブレーメン市と連邦政府が3分の1ずつを拠出した。新しいギャラリーは2011年8月20日に開館した。

## コレクション

### 油彩画
絵画は、14世紀から現代まで、主に西ヨーロッパの作品を収蔵する。特に、19世紀から20世紀にかけてのフランス・ドイツ絵画に力点があり、ポール・セザンヌ、エドゥアール・マネ、クロード・モネ、アンリ・ド・トゥールーズ＝ロートレック、フィンセント・ファン・ゴッホの重要な作品を有する。そのほか、マックス・ベックマン、ロヴィス・コリント、マックス・リーバーマン、パウラ・モーダーゾーン＝ベッカーの主要作品を有する。また、ヴォルプスヴェーデの芸術家村の初期モダニスト作品も収める。
その他、次のような画家の作品を収蔵している。
- アルブレヒト・アルトドルファー
- アルノルト・ベックリン
- ギュスターヴ・クールベ
- ジャン＝バティスト・カミーユ・コロー
- ルーカス・クラナッハ
- ウジェーヌ・ドラクロワ
- アルブレヒト・デューラー
- アウグスト・マッケ
- フランツ・マルク
- エドヴァルド・ムンク
- カミーユ・ピサロ
- オディロン・ルドン
- アルフレッド・シスレー

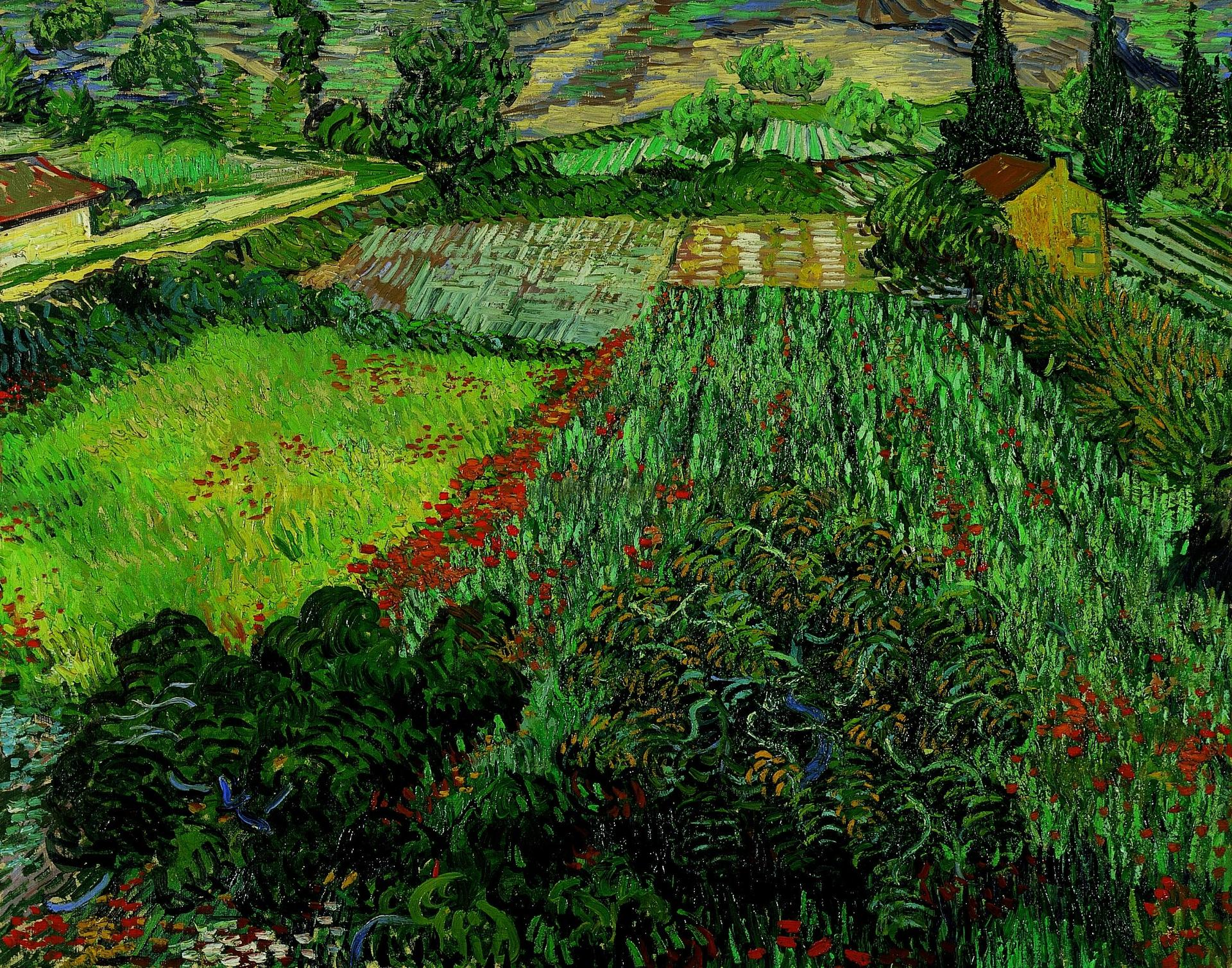
フィンセント・ファン・ゴッホ『ケシ畑』
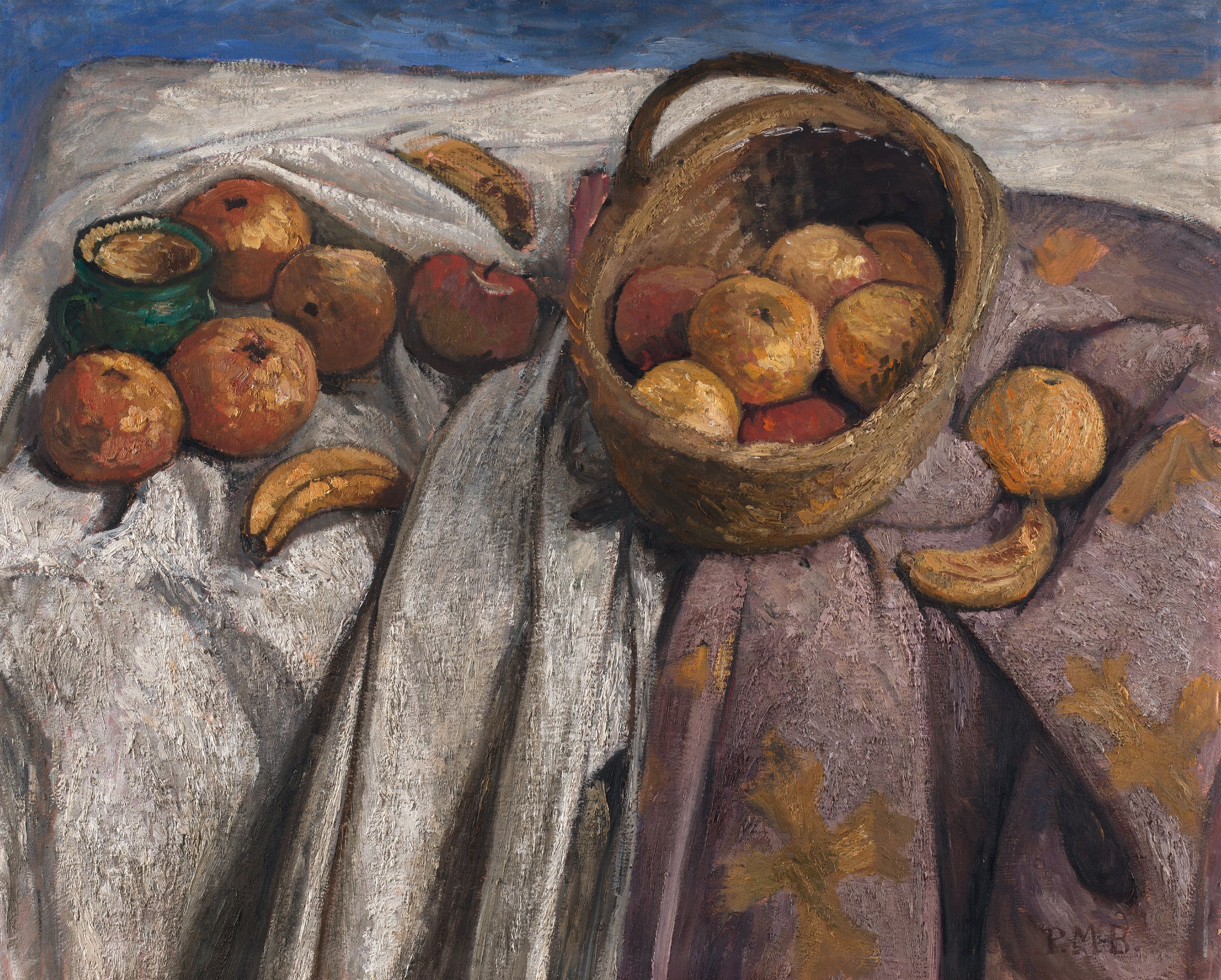
パウラ・モーダーゾーン＝ベッカー『リンゴとバナナのある静物』（1905年）
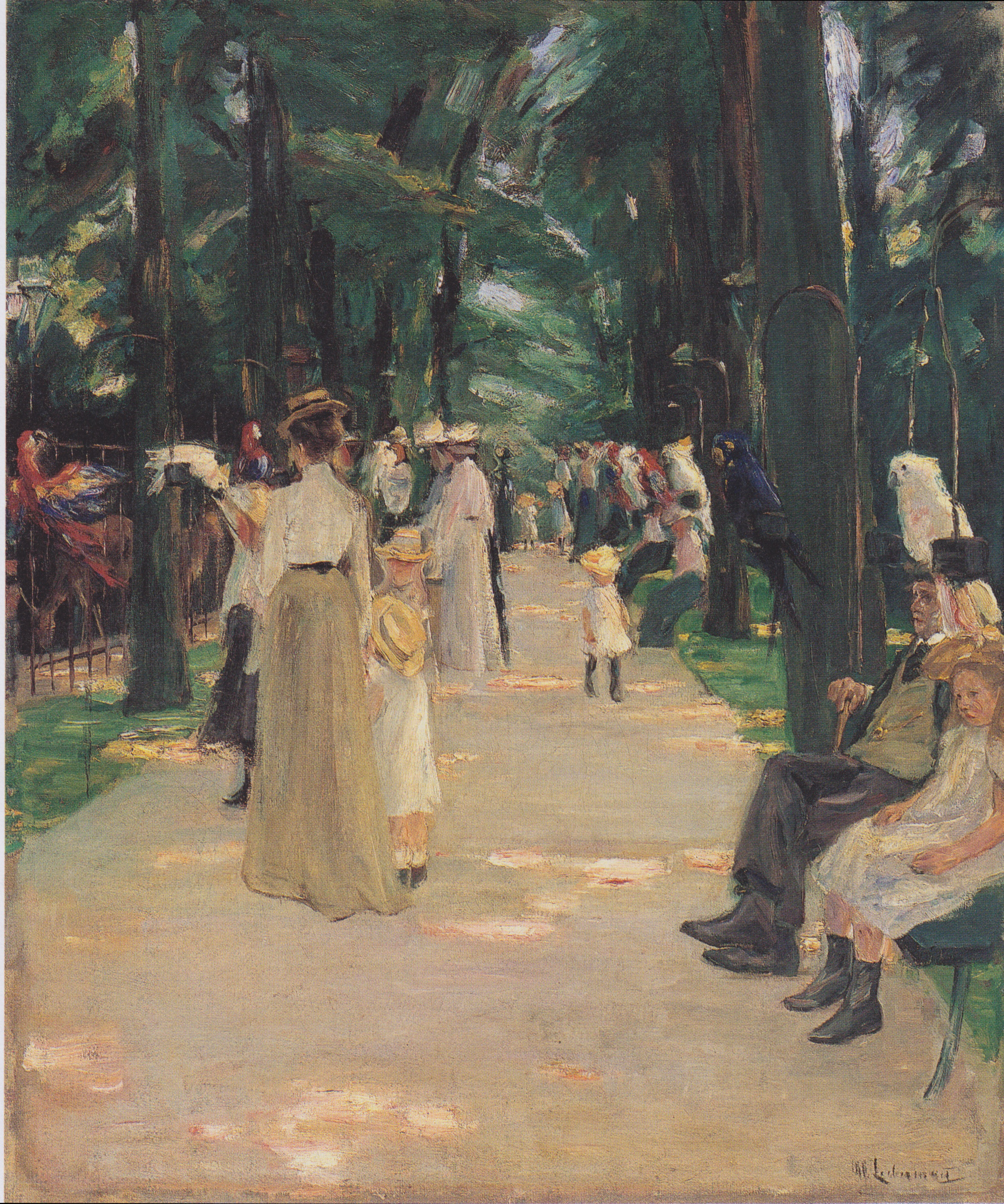
マックス・リーバーマンThe Papageienallee（1902年）

### 素描と版画
素描・版画部には、15世紀から20世紀までの素描、水彩画、版画22万点が収蔵されている。この種のコレクションとしてはヨーロッパ最大級のものである。次のような作者の作品を収める。
- エドガー・ドガ
- アルブレヒト・デューラー
- ベルト・モリゾ

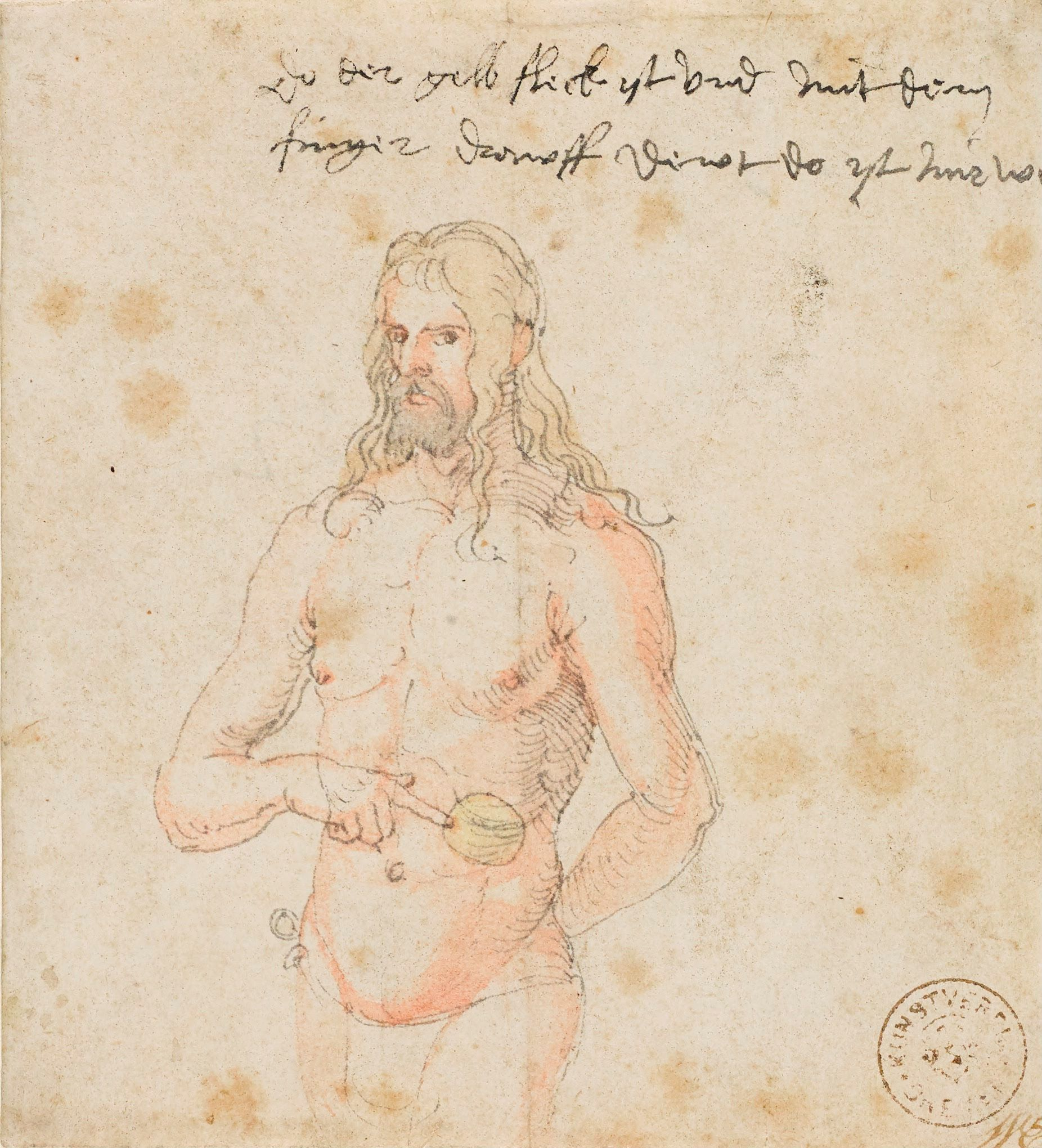
デューラー『自画像』（1521年）

### ニューメディア
ニューメディア・セクションには、ジョン・ケージ、Otto Piene、Peter Campus、オラファー・エリアソン、ナム・ジュン・パイクといった作家の作品がある。芸術協会では、Böttcherstrasse芸術賞を設けたり、現代美術展覧会を開いたりして、現代美術の促進を行っている。

### ボールディン・コレクション
1945年、ソ連軍の将官Viktor Baldinが、Karnzow城の地下からブレーメン美術館の収蔵品を発見した。彼は、完全な破壊から守るため、レンブラント・ファン・レイン、ティツィアーノ・ヴェチェッリオ、ピーテル・パウル・ルーベンス、フランシスコ・デ・ゴヤ、フィンセント・ファン・ゴッホ、エドゥアール・マネの素描作品をスーツケースに詰めてソ連に持ち帰った。1963年、ボールディンは、モスクワ建築博物館の館長となった。1989年秋、彼はブレーメン美術館を訪れ、芸術協会に、Karnzow城から油彩画2点と素描362点を搬出したこと、これらをソ連の研究科学博物館に保管していることを報告した。その後、彼は、作品をブレーメン美術館に返還するようソ連当局に働きかけたが、失敗に終わった。当時は、ドイツからの「略奪美術品」はタブーであった。1995年、彼の名前を冠した展示会がサンクトペテルブルクのエルミタージュ美術館で開かれた。2000年の芸術協会からの正式の要請を受けて、2003年2月、ロシア文科相が、ボールディン・コレクションをブレーメン美術館に返還すべきことを書面で約束した。しかし、現在のところ、ロシア政府は返還に応じていない。